# Episodi di Highway: Rodando la Aventura
La prima e unica stagione della serie televisiva Highway: Rodando la Aventura è stata trasmessa in Argentina su Disney Channel dal 26 ottobre 2010 al 2 dicembre 2010.
| Nº | Titolo originale                 | Prima TV Argentina | Prima TV Italia |
| -- | -------------------------------- | ------------------ | --------------- |
| 1  | ROCK-A-PALLUZA                   | 26 ottobre 2011    |                 |
| 2  | El rey de las bromas             | 28 ottobre 2011    |                 |
| 3  | La diva                          | 2 novembre 2011    |                 |
| 4  | Lucerito                         | 4 novembre 2011    |                 |
| 5  | El cassette                      | 9 novembre 2011    |                 |
| 6  | Nuestra banda                    | 11 novembre 2011   |                 |
| 7  | Nuestra primera canción del alma | 16 novembre 2011   |                 |
| 8  | Locas consignas                  | 18 novembre 2011   |                 |
| 9  | Unidos por siempre               | 23 novembre 2011   |                 |
| 10 | El mochilero                     | 25 novembre 2011   |                 |
| 11 | El motociclista                  | 30 novembre 2011   |                 |
| 12 | El concierto                     | 2 dicembre 2011    | 2               |